# DREAMER (小比類巻かほるの曲)
「DREAMER」（ドリーマー）は、1989年9月25日にリリースされた小比類巻かほるの12枚目のシングルである。

## 解説
- TDKコア移籍第1弾シングル。TDKオーディオテープSRのCMソング。

## 収録曲
1. DREAMER
  - 作詞: 小比類巻かほる　作曲: 大内義昭　編曲: David Campbell・川口淳一
2. Silent Blue
  - 作詞・作曲: 小比類巻かほる　編曲: David Campbell